# Saint-Nizier-du-Moucherotte
Saint-Nizier-du-Moucherotte is een gemeente in het Franse departement Isère (regio Auvergne-Rhône-Alpes). De plaats maakt deel uit van het arrondissement Grenoble. Saint-Nizier-du-Moucherotte telde op 1 januari 2022 1.132 inwoners. 

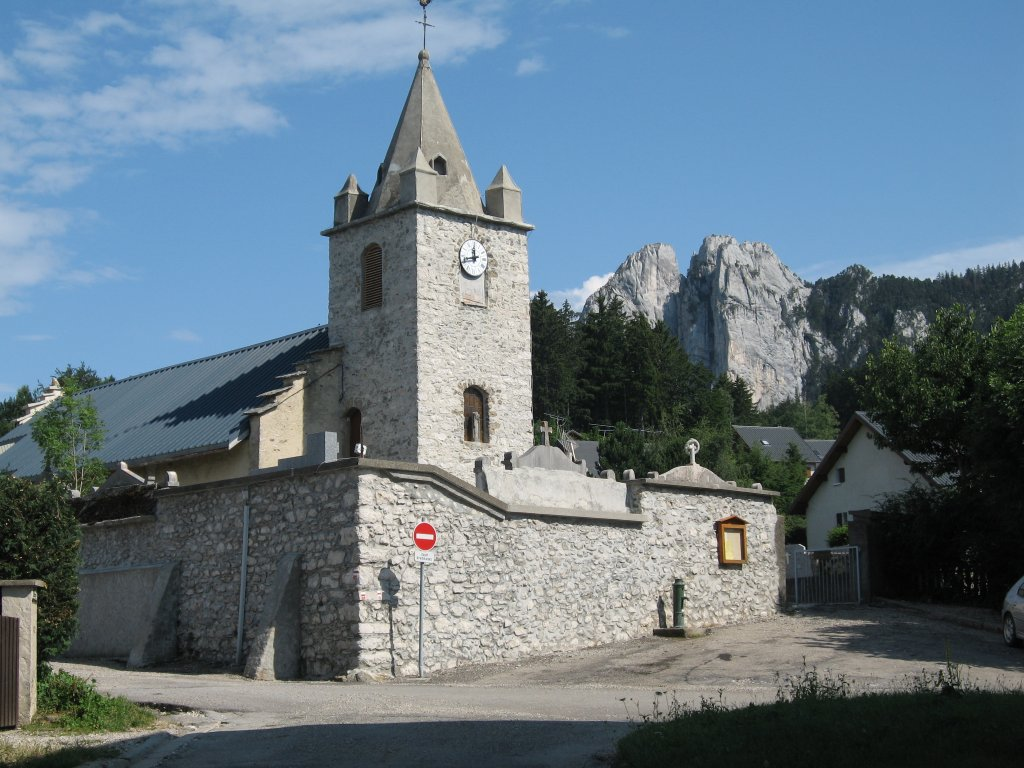
Kerk van Saint-Nizier-du-Moucherotte
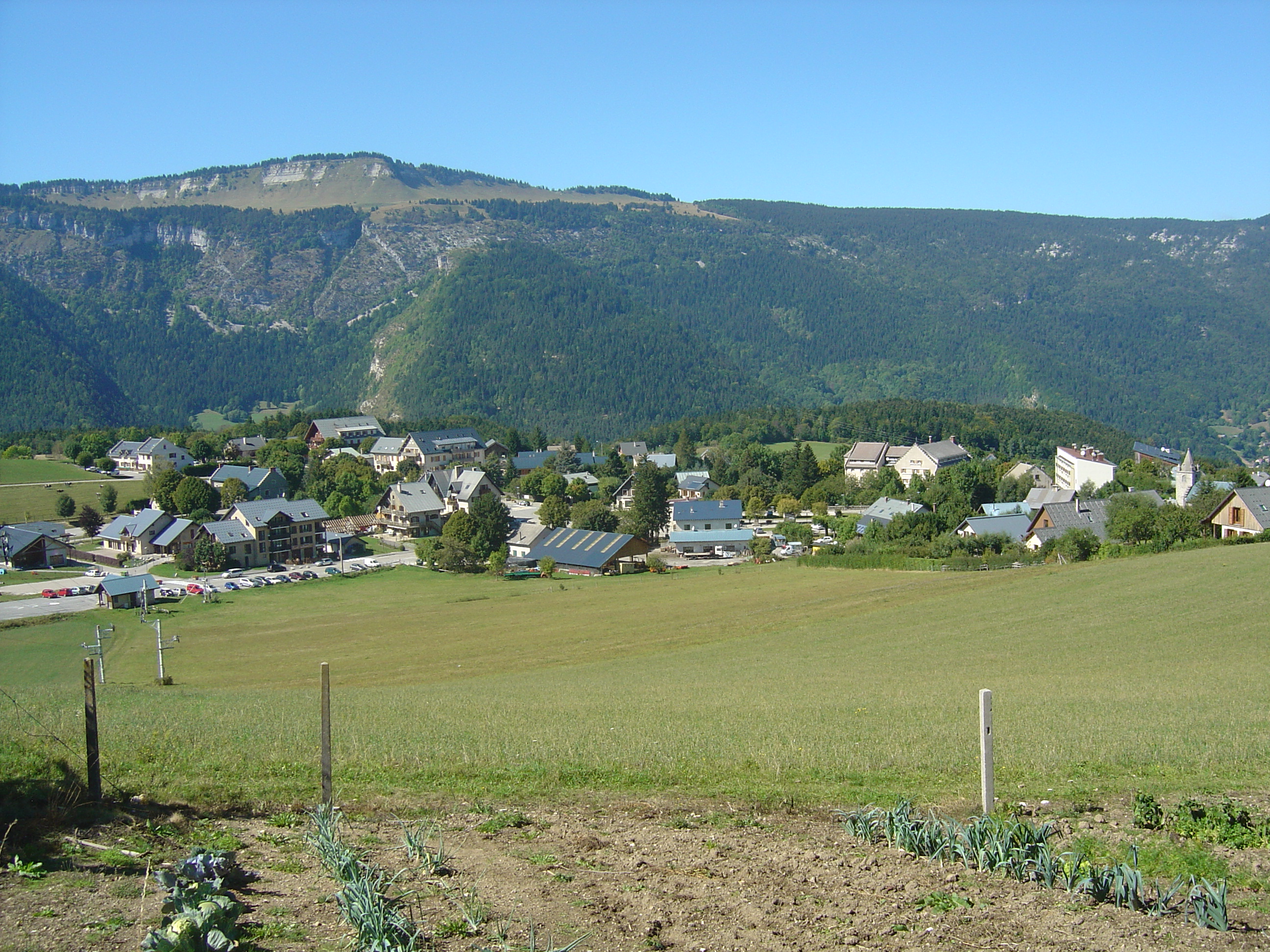
Saint-Nizier-du-Moucherotte

## Geografie
De oppervlakte van Saint-Nizier-du-Moucherotte bedroeg op 1 januari 2022 11,26 vierkante kilometer; de bevolkingsdichtheid was toen 100,5 inwoners per km².

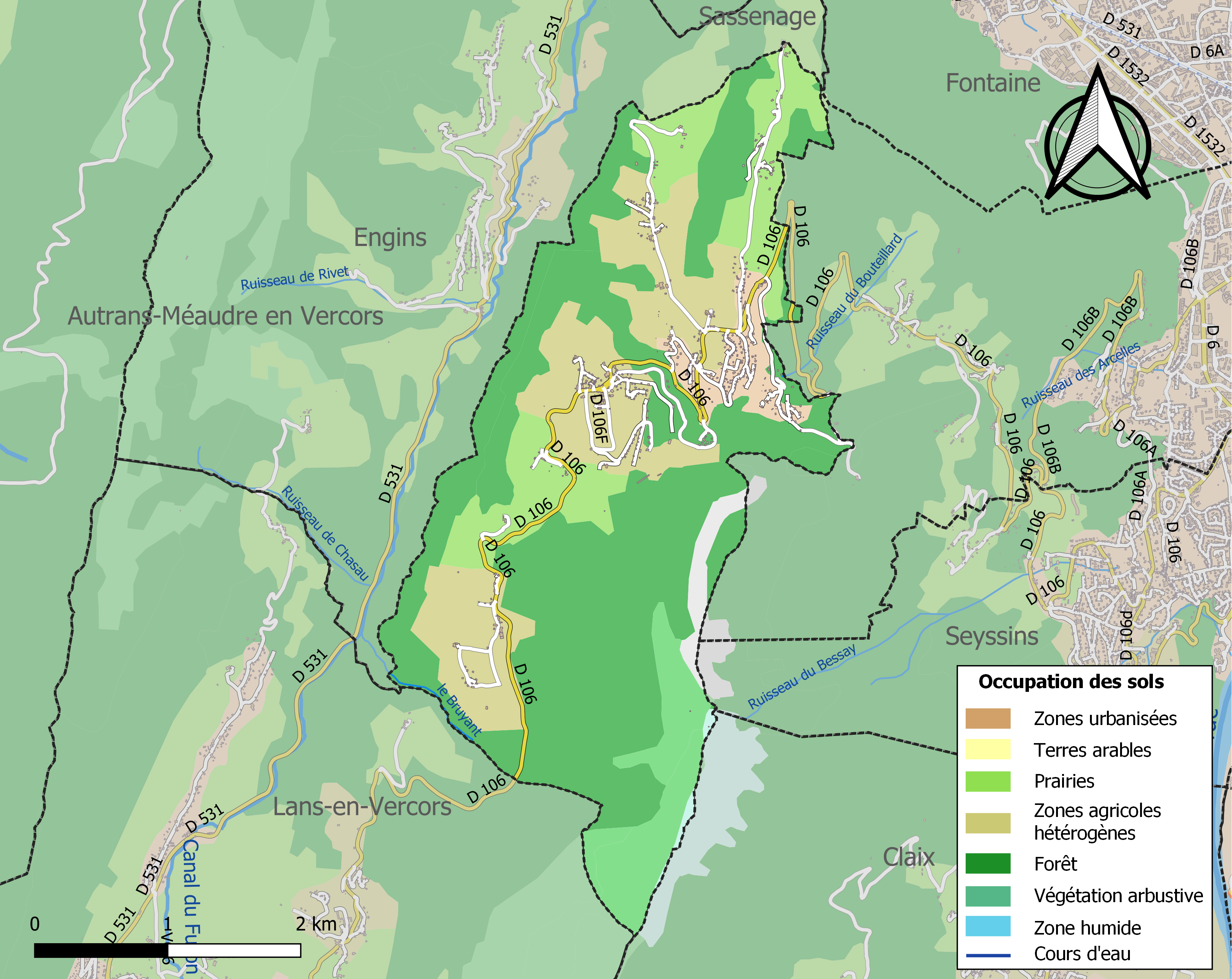
Kaart van de gemeente met de belangrijkste infrastructuur, bodemgebruik en omliggende gemeenten

## Demografie
Onderstaande figuur toont het verloop van het inwonertal (bron: INSEE-tellingen).